# 島根県道183号斐川上島線
島根県道183号斐川上島線（しまねけんどう183ごう ひかわかみしません）は、島根県出雲市を通る一般県道である。

## 概要
出雲市斐川町直江から出雲市上島町に至る。

### 路線データ
本線
- 起点：島根県出雲市斐川町直江（荒神谷入口交差点、国道9号交点）
- 終点：島根県出雲市上島町（島根県道26号出雲三刀屋線交点、島根県道157号出雲大東線起点）

バイパス
- 起点：島根県出雲市斐川町直江（島根県道183号斐川上島線本線・簸川南地区広域農道交点）
- 終点：島根県出雲市斐川町阿宮（あぐ）（島根県道183号斐川上島線本線交点）
- 通行不能区間：島根県出雲市斐川町三絡（みつがね・E9 山陰自動車道 30 斐川IC - バイパス終点）

## 路線状況

### バイパス
- 斐川上島線（武部二工区）総合交付金（改築）（仮称）武部トンネル工事

出雲市斐川町三絡から出雲市斐川町阿宮（あぐ）地区までの区間を結ぶ延長約893.5 mの道路工事である（バイパス部通行不能区間）。三絡（みつがね）地区と阿宮地区を挟む山塊部分に武部トンネル（延長約879 m）を建設し、山陰自動車道 斐川ICと阿宮地区を直接つなぐ。工事が完成した場合は雲南市主要部と出雲市斐川町の工業地区との最短経路となり、通勤時間帯の混雑緩和や物流の効率化が期待される。

### 重複区間
本線
- 簸川南地区広域農道（出雲市斐川町直江・斐川I.C入口交差点 - 出雲市斐川町三絡）
- 島根県道197号木次直江停車場線（出雲市斐川町阿宮）
- 島根県道157号出雲大東線（出雲市斐川町阿宮 - 出雲市上島町（終点））

### 道路施設

#### 橋梁
- 新石平橋（新建川、出雲市）
- 森坂大橋（斐伊川、出雲市、島根県道157号出雲大東線重複区間内）

#### トンネル
- 武部トンネル（仮称）：延長879 m、、出雲市

## 地理

### 通過する自治体
- 島根県
  - 出雲市

### 交差する道路
| 交差する道路                                                                        | 交差する場所           | 交差する場所                                                                              |
| 本線                                                                                | 本線                   | 本線                                                                                      |
| ----------------------------------------------------------------------------------- | ---------------------- | ----------------------------------------------------------------------------------------- |
| 国道9号                                                                             | 斐川町直江             | 荒神谷入口交差点 / 起点                                                                   |
| 島根県道183号斐川上島線 / バイパス 簸川南地区広域農道 / 出雲ロマン街道 重複区間起点 | 斐川町直江             | 斐川I.C入口交差点                                                                         |
| 簸川南地区広域農道 / 出雲ロマン街道 重複区間起点                                    | 斐川町三絡（みつがね） |                                                                                           |
| 島根県道183号斐川上島線 / バイパス                                                  | 斐川町阿宮（あぐ）     |                                                                                           |
| 島根県道197号木次直江停車場線 重複区間起点                                          | 斐川町阿宮             |                                                                                           |
| 島根県道157号出雲大東線 重複区間起点 島根県道197号木次直江停車場線 重複区間終点     | 斐川町阿宮             |                                                                                           |
| 島根県道26号出雲三刀屋線 島根県道157号出雲大東線 重複区間終点                       | 上島町                 | 終点                                                                                      |
| バイパス                                                                            |                        |                                                                                           |
| 島根県道183号斐川上島線 / 本線 簸川南地区広域農道 / 出雲ロマン街道                  | 斐川町直江             | バイパス起点【北緯35度22分20.0秒 東経132度50分9.6秒 / 北緯35.372222度 東経132.836000度】  |
| E9 山陰自動車道                                                                     | 斐川町直江             | 30 斐川IC                                                                                 |
| 通行不能区間                                                                        |                        |                                                                                           |
| 島根県道183号斐川上島線 / 本線                                                      | 斐川町阿宮             | バイパス終点【北緯35度21分17.8秒 東経132度50分46.7秒 / 北緯35.354944度 東経132.846306度】 |

### 交差する鉄道
- 山陰本線

### 沿線
- 荒神谷史跡公園
- 斐伊川

### 峠
- 武部峠（出雲市）